# レイン (モータルコンバット)
レイン（Rain）は対戦型格闘ゲーム『モータルコンバット』シリーズに登場する架空の人物。
水・雷を司る半神。元々は1984年の楽曲『パープル・レイン』に因んだジョークキャラクターであり、エデニアの「プリンス」という洒落を交えた設定が後に追加された。

## キャスト
演
- ジョン・ターク（『Ultimate Mortal Kombat 3』、『Mortal Kombat Trilogy』）

担当声優
- ジョン・ポドラセク（『Mortal Kombat: Armageddon』）
- ジェフ・ピルソン（『Mortal Kombat (2011年版)』）
- Andrew Bowen（『Mortal Kombat X』）
- デンプシー・パピオン（『Mortal Kombat 11』）

## 歴史と制作秘話
『UMK3』のデモ画面で初登場し、Portalステージでシャオ・カーンと戦っている姿が確認できる。彼の存在に関する臆測は、開発者が挿入した"Rain can be found in the Graveyard"という暗号めいたメッセージによって加熱したが、実際にはGraveyardステージにはレインは登場しない。
2011年、開発スタッフであるエド・ブーンはのレインのコンセプトについて「冗談半分で作った」と語っている。プリンスのファンであったブーンは、1984年にリリースされた楽曲「パープル・レイン」から着想を得て「またゲームに使われていない色は何だろう」と冗談交じりに考えたという。ブーンが『UMK3』でレインをプレイアブルキャラクターとして登場させることを決めた頃にはゲームは既に完成していた。そのためデモ画面にて、スコーピオンのパレット（配色）を紫に変更した使用不可能なキャラクターとして登場させた。体力ゲージに表示される彼の名前はゲーム内では唯一イタリック体でないテキストでもある。
家庭版『UMK3』と1996年発売の『Mortal Kombat Trilogy』では、プレイアブルキャラクターとして登場し、彼のストーリーと技が追加された。当初、開発段階では茶色の装束を纏った忍者「トレマ―」が登場する予定だったが、製品版では見送られている。作成されたプロフィールはレインに流用され、ゲームの取り扱い説明書に記述されている。

## 登場作品
Mortal Kombat Trilogy
幼少期に外界の皇帝シャオ・カーンによるエデニア侵略の最中で密航し、エデニア軍の将軍として国に留まった父は侵攻により命を落とし、軍も壊滅へと追いやられた。数千年後、第3回モータルコンバットの開催前に決行されたカーンの人間界侵攻の折に姿を現し、カーンの殲滅部隊の襲撃を受けた。彼らの暴力を受けることを恐れたレインは故郷を裏切り、カーンの傘下に加わることを選択した。カーンはレインをエデニア人のキタナ、ジェイドとともに暗殺者に仕立て上げるための訓練を施し、人間界の戦士との戦いに参加させた。
Mortal Kombat: Deception
Konquestに登場。ゴローが持つ短剣の捜索をシュジンコウに依頼し、ジェイドに倒されるまで自身の所持品とした。
Mortal Kombat: Armageddon
プレイアブルキャラクターとして復活。ゲーム中で公式のプロフィールを持ったキャラクターは17人しかおらず、レインもその内の1人である。外界のソーサラーであるクァン・チーから自身のルーツを教わり、エデニアの守護神アルガスの直系の子孫であるという事実を知った。主人公のテイヴンと彼の弟のディーゴンとは異母兄弟であり、二人は父親の恩寵を受けてエデニアの守護者の座に就いている。Konquestで登場した際、王子を自称するようになり、レインは組織に属さず単騎で戦う道を選ぶ。「Arctika」でテイヴンと対峙するが、敗北しポータルに逃げ込んだ 。
Mortal Kombat（2011年）
DLCとして登場。同作では父親や兄弟に関しては言及されず、カーンによるエデニア征服によって幼少期に孤児となり、エデニアのレジスタンスに保護されて育ったという設定に変更されている。優秀な戦士と認められるにつれ性格は傲慢になっていき、レジスタンスの指導役を断ったことで、彼らを裏切ることとなった。そして、カーンの目に留まり、彼は権力欲の強いレインに対して自身に従属することを条件に軍隊を率いる権限を付与することを約束した。しかし、レインの個別エンディングにてカーンは契約を履行するつもりがなかったことが判明する。そのため、レインは戦闘で彼を殺し、不本意ながらも人間界を救う結果となる。ライデンから謝意を示され、レインがエデニアの神の子孫であるという事実を告げられた。その結果、神の子孫であるという優越感と自身の権力に酔い、カーンの軍勢を引き継いで全領域の支配を目論み、ライデンの存在に恐怖しつつも、手始めに人間界に狙いを定めた。
Mortal Kombat X
CPU専用キャラクターとしてストーリーモードに登場。ミレーナのアドバイザーを務め、内戦の最中に外界の王位を現皇帝のコータル・カーンから取り戻す助力をした。終戦後に王座を簒奪しようと企んでいたが、デ・ボラに阻止されている。アーケードモードにおけるターニャのエンディングでは、彼女とともにコータル・カーンの軍勢から逃亡するも、捕らえられてしまう。ターニャはレインをカーンに引き渡したことで恩赦を受け、彼は火あぶりの刑に処された。
Mortal Kombat 11
「Kombat Pack2」にDLCキャラクターとして収録。また、コータルの捕縛から逃れることに成功したが、ターニャは間に合わず殺されたことが明らかになった。アーケードモードのエンディングにてレインが誕生した翌日、アルガスは彼の母親のアマラ（Amara）に「レインが死んだ」という嘘を吹き込み、彼女は悲しみのあまり自死を選び、レインは母親の知らぬ間に別の家族に売られていたという過去が語られている。レインが自分の血筋だけでなく生みの親の存在を知った時、その事実に激怒し、異母兄弟のテイヴンとディーゴンを含むアルガスへの復讐を誓ったが、継母のデリアだけはアマラと同じ運命を辿らせるために生かしておいたのだった。DLCとして発表される以前、レインは当初シャン・ツンの技の演出のみで登場し、『MK9』の技が流用される予定だった。

## デザインとゲーム上の特徴
レインは『モータルコンバット』シリーズにて10人目の人間の忍者キャラクターとして登場した。攻撃手段として水と雷を操り、落雷攻撃は相手を宙に跳ね上げてジャグルコンボに繋げることができる。彼の回し蹴りは敵を画面の反対側に蹴り飛ばすという独特の特徴を持つものだった。また、アニマリティはマルミミゾウに変身し、相手の皮膚を消し飛ばすという内容である。Prima GamesのBryan Dawsonは『MKT』におけるレインをシリーズで「最もチープな」キャラクターの一人として挙げ、彼の特殊技が長いコンボを成立させられる点を理由に挙げている。『MK:A』で再登場した際は、2D時代の作品に登場した他の忍者キャラクター同様、紫を基調とした服装から黒と金を基調とした服装に変更され、マントを身にまとい、より堂々とした佇まいになった。髪型は黒髪の髷で、本作でもマスクで素顔を隠しているが頭巾は着用していない。『MK:A』の公式立ち絵では湾曲したナイフを両腕に持っているが、ゲーム内では使用することはなく、代わりに剣を武器としている。『MK:A』と『MK9』では水を用いた特殊技が増え、後者ではDLCキャラクターとして追加されている。

## メディアミックス作品
Mortal Kombat: Defenders of the Realm
1回だけ登場し、声はリノ・ロマノが担当した。
モータルコンバット2（1997年）
スタントマンのタイロン・コルテス・ウィギンズが演じた。シャオ・カーンの殲滅部隊の将軍の立場にあったが、カバルとストライカー（二人とも本編には一切登場しない）を捕らえた後にカーンに殺害された 。
Mortal Kombat: Conquest
パーシー・ブラウンが演じた。セリフは一切無く、次のトーナメントの前にクン・ラオを殺すためにカーンに派遣されるが、タージャ（Taja）の介入によって逃亡を余儀なくされ、失敗に終わった 。
Mortal Kombat X: Blood Ties
前日譚の短編の第8章では、レイコ、ミレーナとともにコータル・カーンとの戦いに参加し、天候を操作して太陽を遮断しカーンの力の源を奪うことに成功するが、彼の報復によって大やけどを負わされている。第21章で再び登場し、赤龍会に回収された後、ミレーナのもとで療養している姿が描かれている。かつての仲間であるレイコがハヴィックに忠誠を誓っているという赤龍会の会話を耳にし、内容をミレーナに伝達したことで、彼女はレイコ、ハヴィックを追い詰めるためにシャン・ツンの島への侵攻を計画した。
モータルコンバット（2021年）
ディレクターのサイモン・マッコイドはColliderにて、当初はレインの登場を予定していたが、ストーリーからカットしたことを明らかにした。

## 商品展開
2011年にJazwaresから初期作に登場するレイン含む6人の忍者の4インチアクションフィギュアが収録されたパックが発売されており、2012年にSyco Collectiblesによりポリストーン製のスタチューが発売された。

## 批評
レインはその出自とフェイタリティから賛否が分かれている。2009年のTopless Robotでは、同じ理由で「最も哀れな格闘ゲームキャラクター9選」の4位にランクインし、「レインは決して凡庸な戦士というわけではないんだ。ただ、コイツはどこかで見たことがあるような気がしてならない」とコメントされている。Den of GeekのGavin JasperはレインのUMK3のデモ画面出演を「虚偽の広告だ」と批判している。
だが、MK9でのエンディング『MK:A』での「全能感にあふれた権力欲の強い人物」というキャラ付けにより、2015年のランキングではシリーズのキャラクター64人の中で36位にランクインした。UGOが2012年に開催したシリーズのトップ50のキャラクターを決めるランキングでは28位にランクインしている。「ほとんどのモータルコンバットのキャラクターは内輪ネタから誕生することはないが、レインは稀な例外だ」と述べられている。2013年、Complexのイライジャ・ワトソンはレインを「シリーズで最も残忍なキャラクターの一人」として挙げた 。
『MKT』におけるフェイタリティの1つである「Upside Down Uppercut」は、相手をパンチして4分割し、画面上部に垂直に飛んでから逆さになった死体が落下し、元の状態に戻るという内容で、1UP.comの「モータルコンバットの最も酷いフェイタリティ15選」のリストに掲載された。さらに、Game Informerによって「シリーズ最悪の7つのフィニッシャー」に選ばれた。「『MKT』のレインは複数存在する色を変えただけのキャラクターの一人だし、しかもフェイタリティも酷いものだ」と語られている 。GameProが実施した「最も酷いフェイタリティ12選」では、レインとスコーピオンのアニマリティが8位にランクインしている。Prima Gamesのロバート・ワークマンは、2014年のランキング「シリーズのフェイタリティベスト50」で、レインの 「Bubble Burst」というフェイタリティを41位にランク付けした。